# 2022 au théâtre
| Années du théâtre : 2019 - 2020 - 2021 - 2022 - 2023 - 2024 - 2025    |
| Décennies du théâtre : 1990 - 2000 - 2010 - 2020 - 2030 - 2040 - 2050 |

Cet article présente les faits marquants de l'année 2022 au théâtre.

## Événements
L'année 2022 marque, dans la francophonie, le quadruple centenaire de Molière (1622-1673). De nombreux événements théâtraux sont organisés, en premier lieu, autour de la Comédie-Française qu'il avait contribué à fonder.

## Pièces de théâtre publiées
- 14 décembre : L'Oiseau bleu de Maurice Maeterlinck

## Festival d'Avignon:76eédition
- Le Moine noir t he Чёрный Mönch d'après Anton Tchekhov
- À l'orée du bois de Pierre-Yves Chapalain du 8 au 26 juillet au Jardin de la bibliothèque Ceccano
- Anaïs Nin au miroir de Agnès Desarthe 9 au 16 juillet au Théâtre Benoît-XII
- Dans ce jardin qu'on aimait d'après Pascal Quignard 9 au 16 juillet au cloître des célestins
- En transit d'après Anna Seghers 7 au 14 juillet au gymnase du lycée mistral
- Gretel, Hansel et les autres d’après les frères Grimm 8 au 11 juillet au chapelle des pénitents blancs
- Iphigénie de Tiago Rodrigues 7 au 13 juillet à l'opéra grand Avignon
- Jogging de Hanane Hajj Ali du 20 au 26 juillet au Théâtre Benoît-XII
- Là où je croyais être il n'y avait personne d'Anaïs Muller et Bertrand Poncet du 22 au 25 juillet au Gymnase du lycée Saint-Joseph
- La Tempesta de William Shakespeare à l'opéra grand Avignon